# Starzec Symeon i Dzieciątko Jezus w świątyni
Starzec Symeon i Dzieciątko Jezus w świątyni lub Symeon w świątyni, Proroctwo Symeona – ostatni, nieukończony obraz holenderskiego malarza Rembrandta Harmenszoona van Rijn, wykonany w 1669 roku.

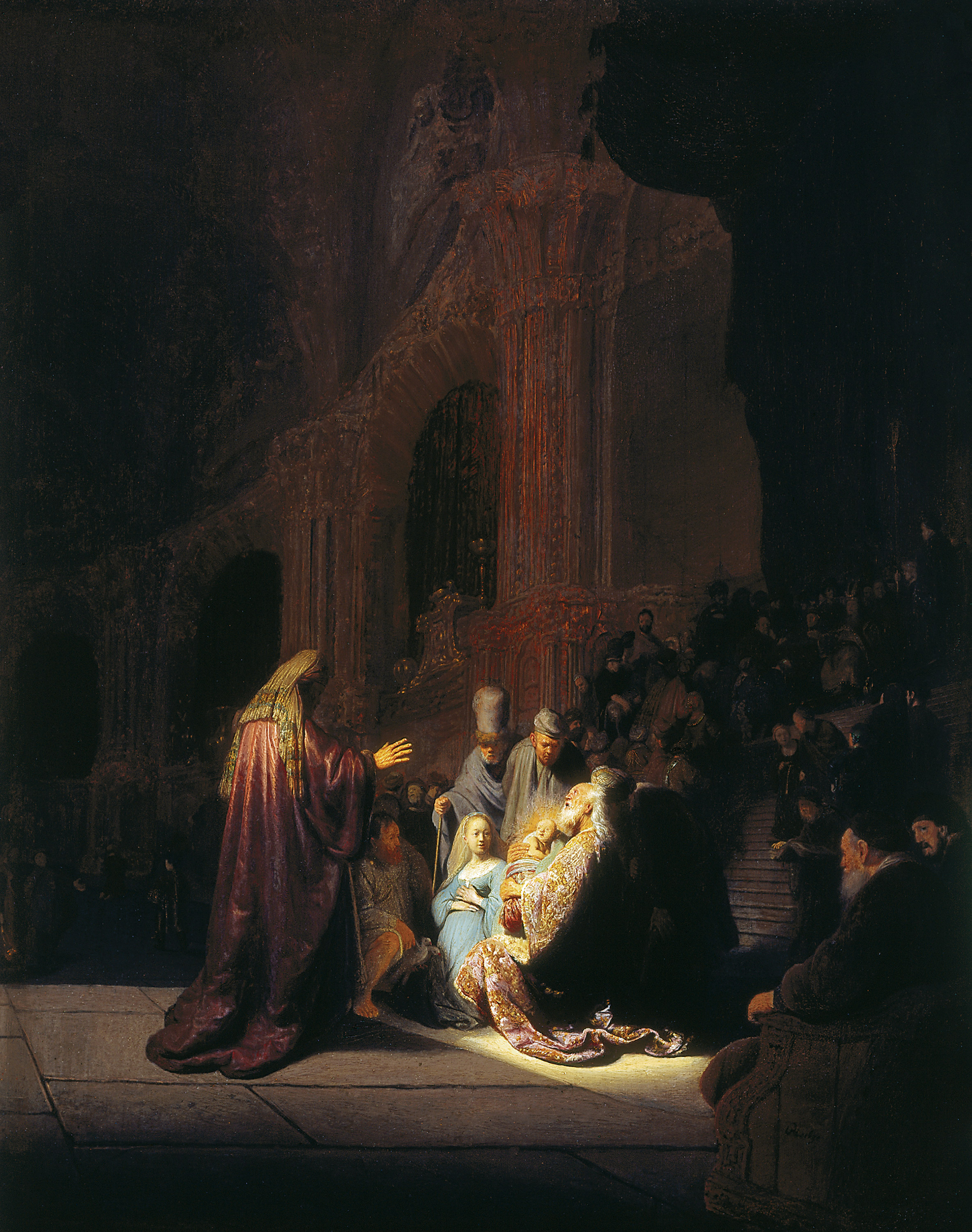
Symeon w świątyni, 1631, 60,9 × 47,9 cm, Mauritshuis

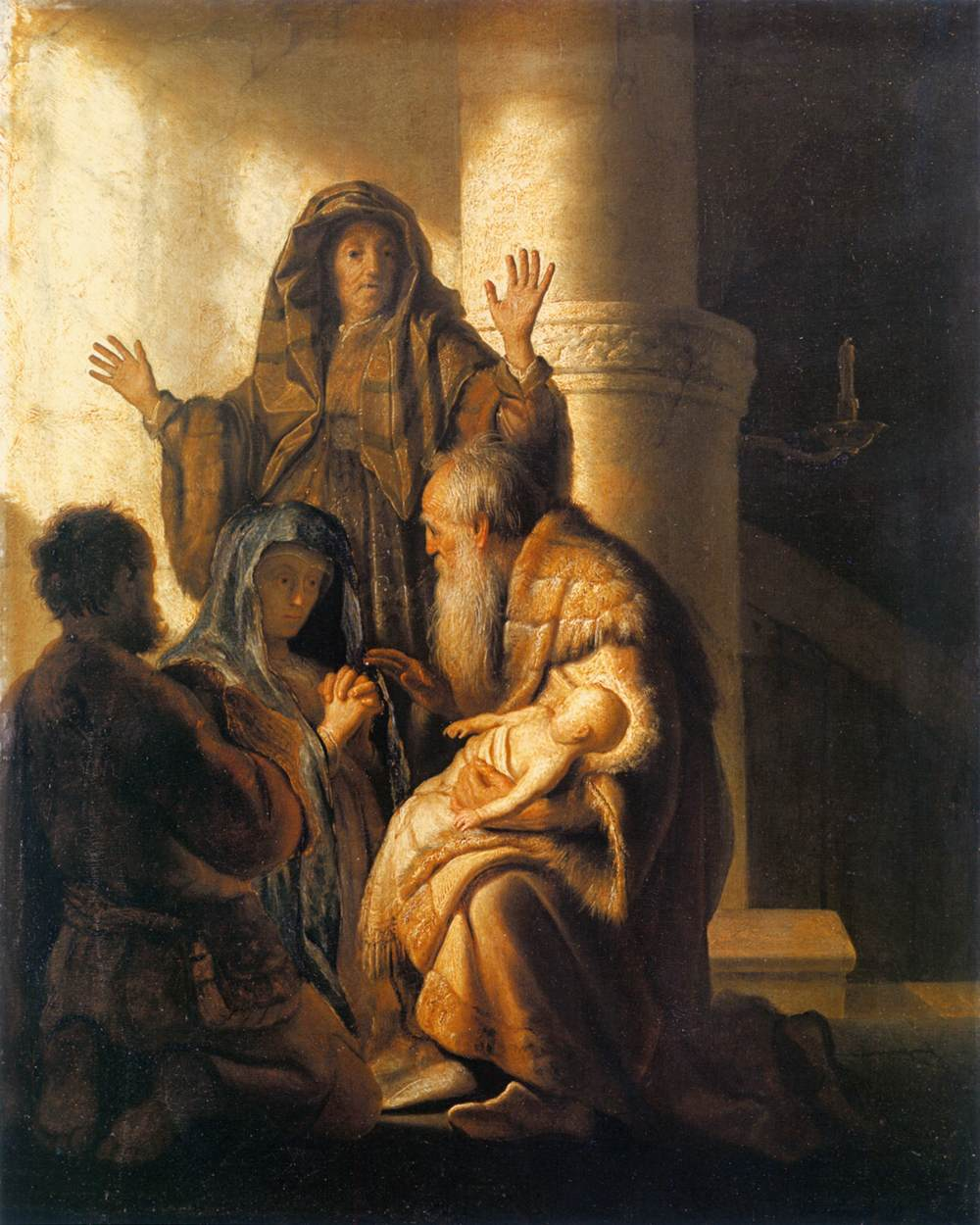
Symeon w świątyni, 1628, 55,4 × 43,7 cm Hamburger Kunsthalle

## Geneza dzieł
Motyw obrazu został zaczerpnięty z Nowego Testamentu z Ewangelii Łukasza. Historia opowiada o Symeonie, pobożnym starcu, któremu Bóg objawił, iż nie umrze dopóki nie zobaczy Mesjasza Pańskiego. W chwili, gdy rodzice Jezusa zanieśli go do świątyni, Symeon za natchnieniem Ducha udał się również do domu modlitw: 

A gdy Rodzice wnosili Dzieciątko Jezus, aby postąpić z Nim według zwyczaju Prawa, on wziął Je w objęcia, błogosławił Boga i mówił:<<Teraz o Władco, pozwól odejść słudze twemu>>

## Pierwsze wersje
Temat Symeona przewijał się przez całe życie artystyczne Rembrandta. Pierwszą swoją interpretację przedstawił mając dwadzieścia trzy lata, ostatnią już nie ukończoną pod koniec swojego długiego życia. Dziś znane jest co najmniej dwie ryciny, kilka studiów przygotowawczych i trzy obrazy o tej tematyce. Pierwszy raz temat został podjęty przez Rembrandta w 1628 roku.
Trzy lata późnej w 1631 roku namalował kolejną interpretację. Na tle monumentalnej architektury przypominające wnętrze świątyni, ukazał grupkę ludzi wkraczających po schodach do góry. U podnóża schodów znajduje się rodzina Jezusa, ale scena z Symeonem gubi się na tle innych postaci. Obraz jest sygnowany w prawym dolnym rogu RHL 1631.

### Proweniencja obrazu z 1631 roku
Obraz z 1631 roku przed rokiem 1733 znajdował się w kolekcji Adriaana Bouta z Hagi. W 1733 roku 11 sierpnia został przekazany do kolekcji holenderskiego malarza Philipa van Dijk, a następnie sprzedany w 1753 roku do prywatnej kolekcji. Przed 1757/1759 rokiem znalazł się w kolekcji Wilhelma IV Orańskiego; przed 1766 w kolekcji Wilhelma V Orańskiego. W latach 1795–1815 obraz znajdował się w Musée Napoléon w Paryżu. W 1816 roku dzieło trafiło do Royal Picture Gallery Mauritshuis w Hadze.

## Wersja z 1669 roku
Rembrandt zamówienie na obraz otrzymał już w 1661 roku. Nie wiadomo, dla kogo miał stworzyć dzieło i dlaczego go nie ukończył. Być może postępująca ślepota uniemożliwiła mu zakończenie pracy. Na płótnie tym razem skupił się jedynie na postaci Symeona trzymającego Jezusa w towarzystwie prorokini Anny. W swojej ostatniej wersji Rembrandt skupił się na ukazaniu intymnej chwili i pełnego wzruszenia, jakie ogarnęło starca trzymającego Jezusa. Ostatni obraz mistrza jest również alegorią trzech etapów ludzkiego życia.